# Jannis Bäcker
Jannis Bäcker (ur. 1 stycznia 1985 w Unnie) – niemiecki bobsleista, złoty medalista mistrzostw świata.

## Kariera
Największy sukces w karierze osiągnął w 2013 roku, kiedy wspólnie z Francesco Friedrichem wywalczył złoty medal w dwójkach podczas mistrzostw świata w Sankt Moritz. Jest to jednak jego jedyny medal wywalczony na międzynarodowej imprezie tej rangi. Był też między innymi czwarty w zawodach mieszanych na rozgrywanych w 2016 roku mistrzostwach świata w Igls. W zawodach Pucharu Świata zadebiutował 15 stycznia 2012 roku w Königssee, zajmując dziewiąte miejsce w czwórkach. Pierwsze podium wywalczył 24 listopada 2012 roku w Whistler, gdzie w parze z Friedrichem był trzeci w dwójkach. W 2014 roku wystąpił na igrzyskach olimpijskich w Soczi, zajmując ósme miejsce w dwójkach i dziesiąte w czwórkach.